# جون كيلي (سياسي أسترالي)
جون كيلي (بالإنجليزية: John Kelly)‏ هو سياسي أسترالي، ولد في 17 يونيو 1840، وتوفي في 1896. نشط حزبياً في حزب التجارة الحرة. وقد انتخب عضو الجمعية التشريعية لنيو ساوث ويلز.